# Józef Duchnowski
Józef Seweryn Mikołaj Duchnowski (ur. 10 stycznia 1800 w Kunowie, zm. 8 grudnia 1851 tamże) – polski rzeźbiarz i kamieniarz, jeden z najwybitniejszych przedstawicieli kamieniarzy kunowskich.

## Życiorys
Był synem Mikołaja, zubożałego szlachcica, i Anny ze Szlemińskich. Pobierał nauki sztuki kamieniarskiej w Warszawie u Piotra Malińskiego, a niedługo potem wyjechał do Wrocławia kształcić się w tamtejszej akademii. Pracował jako wyróżniający się artysta w Dreźnie, Berlinie i Hamburgu, a najdłużej w Monachium. Tam pracował przy budowie Walhalli jako pomocnik mistrza rzeźby Ksawerego Schwanthalera, a za jego wstawiennictwem tworzył rzeźby także dla bawarskiego zamku królewskiego. Powrócił do Kunowa w 1838 r. Ożenił się z miejscową szlachcianką, Marcjanną Żeglińską, córką lokalnego nauczyciela. Duchnowski zaczął w Kunowie tworzyć dzieła sztuki, jednak nie znalazł na nie nabywców. Niedoceniony zmarł w nędzy. 